# گورستان عباس‌آباد
قبرستان عباس‌آباد مربوط به اواخر دوره قاجار - اوایل دوره پهلوی است و در شهرستان خرم بید، بخش مشهد مرغاب، دهستان شهید آباد، ۴۰۰ متری جنوب روستای عباس‌آباد واقع شده و این اثر در تاریخ ۲۶ اسفند ۱۳۸۶ با شمارهٔ ثبت ۲۱۸۷۹ به‌عنوان یکی از آثار ملی ایران به ثبت رسیده است.